# Eparchia iwanofrankiwsko-halicka
Eparchia iwanofrankiwsko-halicka – jedna z eparchii Kościoła Prawosławnego Ukrainy, z siedzibą w Iwano-Frankiwsku. Do 2018 r. była to eparchia iwano-frankiwska Ukraińskiego Kościoła Prawosławnego Patriarchatu Kijowskiego. Jej obecnym ordynariuszem jest metropolita iwanofrankiwski i halicki Joazaf (Wasyłykiw), zaś funkcje katedry pełni sobór Świętej Trójcy w Iwano-Frankiwsku. 
Według danych z 2012 eparchia liczyła 175 parafii zgrupowanych w 11 dekanatach, obsługiwanych przez 148 kapłanów i diakonów oraz dwa klasztory.

## Historia
Eparchia jest kontynuatorką tradycji istniejącej w I Rzeczypospolitej eparchii stanisławowskiej. Została powołana do życia w czasie pseudosoboru lwowskiego, po „dobrowolnej” samolikwidacji struktur Kościoła greckokatolickiego w ZSRR i przejęciu wszystkich jego parafii i świątyń przez Rosyjski Kościół Prawosławny. Pseudosobór rozpoczął się w Archikatedralnym soborze św. Jura we Lwowie 8 marca 1946 r. W pierwszym etapie istnienia eparchia nosiła nazwę stanisławowska, zmienioną po nadaniu miastu Stanisławów nowej nazwy Iwano-Frankiwsk. 
Po 1990 zdecydowana większość cerkwi przejętych wówczas przez Patriarchat Moskiewski ponownie przeszła w ręce odrodzonej Cerkwi greckokatolickiej lub do Patriarchatu Kijowskiego. 22 stycznia 1990 r. na soborze w Haliczu większość prawosławnych wyszło z jurysdykcji Patriarchatu Moskiewskiego. Pierwszym biskupem nieuznającej jego zwierzchności eparchii iwano-frankiwskiej został Andrzej (Abramczuk). W 1992 r. administratura dołączyła do Ukraińskiego Kościoła Prawosławnego Patriarchatu Kijowskiego. W październiku 1995 r. biskup Andrzej (Abramczuk) z niewielką liczbą kapłanów i wspólnoty przeniósł się do Ukraińskiego Autokefalicznego Kościoła Prawosławnego.
W 1997 w obwodzie Iwanofrankowskim z eparchii iwano-frankiwskiej wyodrębniła się eparchia kołomyjsko-kosowska.
Po podziale parafii i dekanatów w eparchii iwano-frankiwskiej pozostało 11 dekanatów:
- bohorodczański,
- bołechowski,
- halicki,
- doliński,
- iwanofrankiwski,
- kałuski,
- rohatyński,
- rożniatowski,
- śniatyński,
- tłumacki,
- tyśmienicki.

W eparchii iwanofrankiwsko-halickiej są czynne dwa męskie klasztory:
- Monaster Podwyższenia Krzyża Pańskiego w Maniawie
- Hołyński Monaster Świętego Objawienia NMP.

### Biskupi iwano-frankowscy w jurysdykcji Patriarchatu Kijowskiego
- Andrzej (Abramczuk), 1990–1995
- Włodzimierz (Ładyka), 1996–1997
- Włodzimierz (Poliszczuk), 1997
- Joazaf (Wasyłykiw), 1997–2018

### Biskupi iwanofrankiwscy i haliccy w jurysdykcji Kościoła Prawosławnego Ukrainy
- Joazaf (Wasyłykiw), od 2018